# Schrenks Fichte
Schrenks Fichte (Picea schrenkiana), auch Tien-Shan-Fichte, ist eine Art aus der Familie der Kieferngewächse (Pinaceae) und ist in den Gebirgen Zentralasiens heimisch. Sie ist nach dem Naturforscher Alexander von Schrenk benannt.

## Beschreibung

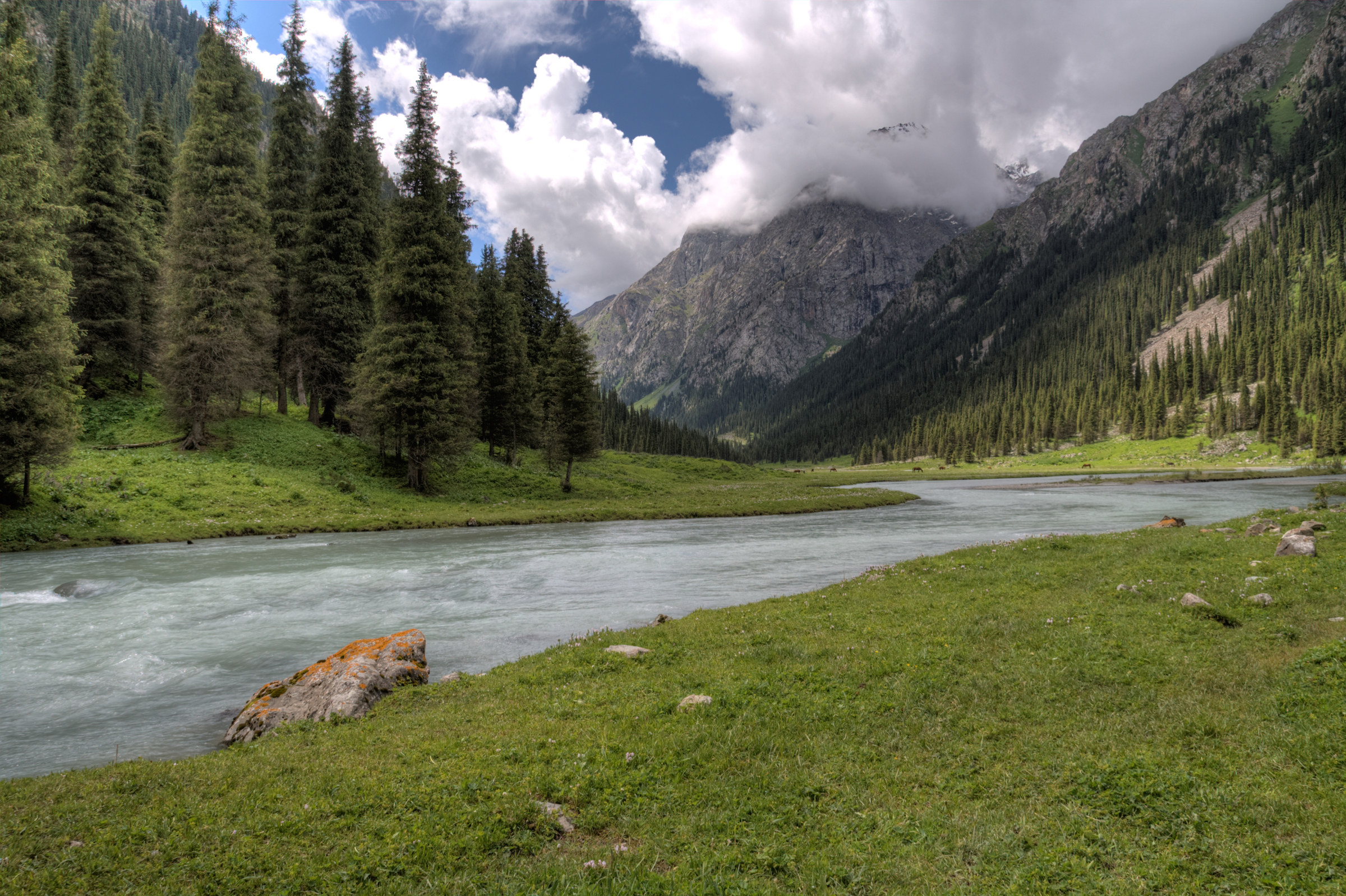
Natürlicher Bestand von Tien-Shan-Fichten in der Nähe von Karakol (Kirgisistan)

Schrenks Fichte wächst als immergrüner Baum, der Wuchshöhen von bis zu 60 Metern und Brusthöhendurchmesser von bis zu 2 Meter erreichen kann. Die Krone ist zylindrisch oder annähernd pyramidenförmig. Die stumpf braune Stammborke blättert in dicken Stücken ab. Die behaarte oder unbehaarte Rinde der hängenden Zweige ist anfangs gelb bis gelblich-grau und verfärbt sich bis in das zweite Jahr hin dunkelgrau.
Die bräunlich-gelben Winterknospen sind kegel- bis eiförmig und leicht harzig. Die geraden oder etwas gebogenen Nadeln sind bei einer Länge von 2 bis 3,5 Zentimeter und einer Breite von rund 0,15 Zentimeter linear-viereckig geformt und haben einen breit-rautenförmigen Querschnitt. Ihre Spitze ist spitz zulaufend. Auf der Nadeloberseite befinden sich vier bis sechs und auf der Nadelunterseite fünf bis acht Stomatalinien.
Schrenks Fichte ist einhäusig-getrenntgeschlechtig (monözisch) und die Blütezeit erstreckt sich von Mai bis Juni. Die Zapfen sind bei einer Länge von 6 bis 11,3 Zentimetern und einer Dicke von 2,5 bis 3,5 Zentimetern elliptisch-zylindrisch bis zylindrisch geformt. Sie sind anfangs grün oder violett gefärbt und verfärben sich zur Reife im September oder Oktober hin braun und können einen violetten Farbton aufweisen. Die Samenschuppen haben eine abgerundete Spitze, sind dreieckig bis verkehrt-eiförmig und werden 1,2 bis 2 Zentimeter lang sowie 1 bis 1,8 Zentimeter breit. Die elliptischen Samen werden 3 bis 4 Millimeter lang und haben einen verkehrt-eiförmigen Flügel, welcher 12 bis 13 Millimeter lang ist.
Die Chromosomenzahl beträgt 2n = 24.

## Verbreitung und Standort
Das natürliche Verbreitungsgebiet von Schrenks Fichte liegt im Tian-Shan-Gebirge. Es erstreckt sich dort vom chinesischen Xinjiang nach Kasachstan und Kirgisistan. In Kirgisistan findet man die Art in den Bergen rund um den Fluss Naryn. Es gibt weiters auch isolierte Vorkommen im Pamir-Gebirge und im südlichen Xinjiang.
Schrenks Fichte gedeiht in Höhenlagen von 1200 bis 3500 Metern. Die Art wächst vor allem in Gebirgen, entlang von Schluchten sowie an Nordhängen.
Picea schrenkiana wird in der Roten Liste der IUCN als „nicht gefährdet“ eingestuft. Es wird jedoch darauf hingewiesen, dass eine erneute Überprüfung der Gefährdung notwendig ist.

## Nutzung
Das Holz von Schrenks Fichte wird als Konstruktionsholz, zur Herstellung von Flugzeugen, Maschinen und Masten sowie zur Gewinnung von Zellstoff genutzt. Aus der Borke werden Tannine gewonnen. Weiters wird die Art auch als Ziergehölz und zur Wiederaufforstung von Wäldern gepflanzt.

## Systematik
Picea schrenkiana wird innerhalb der Gattung der Fichten (Picea) der Untergattung Picea, der Sektion Picea, der Untersektion Picea und der Serie Smithianae zugeordnet.
Die Erstbeschreibung als Picea schrenkiana erfolgte 1842 durch Friedrich Ernst Ludwig von Fischer und Carl Anton von Meyer in Bulletin de l'Academie Imperiale des Sciences de St-Petersbourg, Band 10, Seite 253. Synonyme für Picea schrenkiana Fisch. & C.A. Mey. sind Abies schrenkiana (Fisch. & C.A. Mey.) Lindl. & Gord., Picea obovata var. schrenkiana (Fisch. & C.A. Mey.) Carrière, Picea orientalis var. longifolia Ledeb. und Picea robertii Vipper.
Die Art wird in bis zu zwei Unterarten unterteilt:
- Picea schrenkiana subsp. schrenkiana ist die Nominatform, Sie kommt in Kasachstan vor.[5]
- Picea schrenkiana subsp. tianschanica (Rupr.) Bykov kommt in den Bergen rund um den Fluss Naryn in Kirgisistan bis nach Xizang vor.[1][5] Das Basionym dieser Unterart ist Picea tianschanica Rupr.[3]